# Pablo Rivero
Pablo José Rivero Rodrigo (né à Madrid, le 11 octobre 1980) est un acteur et écrivain espagnol connu pour avoir joué le rôle de Toni Alcántara dans la série télévisée espagnole Cuéntame cómo pasó.

## Parcours
Le rôle qui l'a rendu célèbre est celui de Toni Alcántara dans la série télévisée espagnole Cuéntame cómo pasó, un personnage qu'il interprète régulièrement depuis la première de cette production en 2001. Il a combiné ce travail avec le cinéma, en participant à de nombreux films ces dernières années, notamment El chocolate del loro (2004) d'Ernesto Martín et La noche del hermano (2005) de Santiago García de Leániz.
Comme la chanteuse Alaska, il a posé pour le photographe et cinéaste controversé Bruce LaBruce. Son portrait, caractérisé comme un ange provocateur, a été inclus dans une exposition sur LaBruce à Madrid en février 2012.
En 2017, l'acteur a écrit son premier roman, No volveré a tener miedo, un thriller familial situé dans les années 1990 qui explore les causes d'un parricide.
En juin 2020, il publie son deuxième roman, Penitencia, où il raconte l'histoire d'un acteur tourmenté par le personnage d'un meurtrier qu'il incarne depuis vingt ans et qui laisse tout derrière lui pour se retirer dans une maison perdue dans les bois. Des événements étranges empêcheront le protagoniste d'oublier son alter ego.
En 2021, elle a publié son troisième roman, Las niñas que soñaban con ser vistas, une histoire multigenre mêlant suspense, mystère, horreur et thriller.

## Vie personnelle
En septembre 2020, Rivero a révélé publiquement son homosexualité, tout en faisant savoir qu'il avait eu un enfant avec sa partenaire.

## Cinéma
- Café de puchero (1998), de Luis Miguel González Cruz
- Menos es más (2000), de Pascal Jongen
- Clara y Elena (2001), de Manuel Iborra
- Muerte súbita (2002), de Pablo Guerrero
- El chocolate del loro (2004), de Ernesto Martín
- Esta es la noche (2005), de Ana Rodríguez Rosell
- La noche del hermano (2005), de Santiago García de Leániz
- El ciclo Dreyer (2006), de Álvaro del Amo
- Villa tranquila (2007), de Jesús Mora
- No me pidas que te beses, porque te besaré (2008), de Albert Espinosa
- Íntimos y extraños (2009), de Rúben Alonso
- Trois Mètres au-dessus du ciel (2010), de Fernando González Molina
- Chrysalis (2011), de Paula Ortiz
- Viral (2013), de Lucas Figueroa
- Neckan (2015), de Gonzalo Tapia
- Paella Today (2018), de César Sabater
- ¿Qué te juegas? (2019), de Inés de Léon

## Télévision

### Séries
| Année              | Série               | Personnage                        | Chaîne      | Notes       |
| ------------------ | ------------------- | --------------------------------- | ----------- | ----------- |
| 1999 - 2000        | El comisario        | Botones                           | Telecinco   | 2 épisodes  |
| 2000               | Compañeros          | Fer                               | Antena 3    |             |
| 2000               | La ley y la vida    | Pipo                              | La 1        | 5 épisodes  |
| 2000               | La casa de los líos | Ramiro                            | Antena 3    | 1 épisode   |
| 2001               | Ciudad sur          | Federico                          | Antena 3    | 3 épisodes  |
| 2001               | Paraíso             |                                   | La 1        | 1 épisode   |
| 2001               | Antivicio           |                                   | Antena 3    | 1 épisode   |
| 2001 - aujourd'hui | Cuéntame cómo pasó  | Antonio "Toni" Acántara Fernández | La 1        | ?? épisodes |
| 2023               | El pueblo           | Raúl Ardiles                      | Telecinco   | 3 épisodes  |
| 2023               | Citas Barcelona     |                                   | Prime Video | ?? épisodes |

### Programmes
| Année       | Programme          | Fonction   | Chaîne             | Notes                     |
| ----------- | ------------------ | ---------- | ------------------ | ------------------------- |
| 2017        | Horas punta        | Invité     | La 1               | 1 programme               |
| 2020 ; 2022 | Pasapalabra        | Invité     | Antena 3           | 6 programmes              |
| 2021        | Celebrity Bake Off | Concurrent | Amazon Prime Video | 10 programmes - Vainqueur |
| 2022        | Las tres puertas   | Invité     | La 1               | 1 programme               |
| 2022        | Mapi               | Invité     | Clan               | 1 programme               |

## Théâtre
- La caída de los Dioses (2011)
- Los hijos se han dormido (2012)[2]
- Faust (2014)
- Siempre me resistí a que terminara el verano (2015)[3]
- El sirviente (2019)
- La importancia de llamarse Ernesto (2023)